# Nebria rufescens lassenensis
Nebria rufescens lassenensis – podgatunek lesza podkamiennika, chrząszcza z rodziny biegaczowatych i podrodziny leszowych.

## Taksonomia
Takson ten opisany został po raz pierwszy w 1979 roku przez Davida H. Kavanaugha na łamach „Proceedings of the California Academy of Sciences” pod nazwą Nebria gyllenhali lassenensis. Jako lokalizację typową wskazano wybrzeża Emerald Lake na południowym zboczu Mount Lassen w Cascade Range na terenie kalifornijskiego Lassen Volcanic National Park. Epitet gatunkowy pochodzi od tejże lokalizacji.

## Morfologia
Głowa jest smolista, pozbawiona jasnych plam na ciemieniu czy metalicznego połysku. Wierzch jej jest przeciętnie sklepiony. Oczy są niezredukowane. Policzki i potylica nie wykazują pogrubienia. Czułki cechują się krótkim, zawsze prostym trzonkiem o kształcie symetrycznie jajowatym lub po stronie przedniej wypukłym bardziej niż po tylnej. Warga dolna ma głaszczki wargowe z trzema szczecinkami na członie przedostatnim.
Niewielkie, jednolicie ciemne, przeciętnie lśniące lub nieco zmatowiałe przedplecze ma zarys umiarkowanie sercowaty, o krawędziach bocznych pośrodku przeciętnie łukowatych. Mikrorzeźba jego powierzchni tworzona jest przez lekko do przeciętnie wgłębioną siateczkę o równych średnicach oczek. Pośrodku bocznej krawędzi przedplecza leży szczecinka, a w kierunku dośrodkowym od niej nie występuje podłużny guzek. Pokrywy są ciemne, jednobarwne, pozbawione połysku metalicznego. Międzyrzędy są płaskie, a trzeci z nich jest ciągły lub nieco przerwany lekko do umiarkowanie dołkowatym punktem szczecinkowym grzbietowym (chetoporem dyskalnym). Na piątym międzyrzędzie brak jest punktów szczecinkowych. Skrzydła tylnej pary są w pełni wykształcone – występują wyłącznie osobniki długoskrzydłe. Zatułów nie ma punktowania na episternitach. Odnóża wszystkich par mają wierzch stóp całkiem nagi.
Odwłok ma trzeci, czwarty i piąty z widocznych sternitów zaopatrzone w pojedynczą parę szczecinek umieszczoną z tyłu i blisko środka. Środkowa część drugiego z widocznych sternitów jest całkowicie naga.

## Ekologia i występowanie
Owad rozmieszczony od wyżyn po góry, znajdowany na rzędnych od 2440 do 2900 m n.p.m.  Jest silnie wilgociolubny. Zasiedla pobrzeża jezior, strumieni i potoków. Preferuje stanowiska o dość mokrym podłożu. Aktywne postacie dorosłe obserwuje się od lipca do sierpnia oraz w październiku. Prowadzą nocny tryb życia. Za dnia kryją się pod kamieniami i wyrzuconym na brzeg materiałem roślinnym. Polują na drobne bezkręgowce.
Podgatunek nearktyczny, endemiczny dla Stanów Zjednoczonych. Zamieszkuje część pasma Cascade Range położoną na południe od Columbia River oraz część Sierra Nevada położoną na północ od Sonora Pass. Większość stanowisk znajduje się w Kalifornii, ale podawany jest też z wybrzeży Todd Lake w Oregonie